# Lijiabao, Liaoning
Lijiabao (kinesiska: 李家堡, 李家堡乡) är en sockenhuvudort i Kina. Den ligger i provinsen Liaoning, i den nordöstra delen av landet, omkring 360 kilometer sydväst om provinshuvudstaden Shenyang. Antalet invånare är 19 426. Befolkningen består av 9 359 kvinnor och 10 067 män. Barn under 15 år utgör 14,0 %, vuxna 15-64 år 75 %, och äldre över 65 år 102 %.
Runt Lijiabao är det tätbefolkat, med 636 invånare per kvadratkilometer. Närmaste större samhälle är Shanhaiguan, 12,7 km söder om Lijiabao. Trakten runt Lijiabao består till största delen av jordbruksmark.
Genomsnittlig årsnederbörd är 835 millimeter. Den regnigaste månaden är juli, med i genomsnitt 208 mm nederbörd, och den torraste är januari, med 3 mm nederbörd.